# Richard F. Canning Trophy
Richard F. Canning Trophy je trofej pro vítězný tým play off Východní konference American Hockey League. Dříve byla udělována vítězi Severní konference a divize. Vítěz trofeje postupuje do závěrečného klání o Calderův pohár. Nejčastěji - sedmkrát - skončila trofej v rukách hráčů klubu Hershey Bears.
Trofej v názvu nese jméno bývalého prezidenta AHL. Vítěz play off Západní konference je oceněn Robert W. Clarke Trophy.

## Vítězné týmy východní konference
| Richard F. Canning Trophy - vítězné týmy východní konference AHL |       |                                                               |
| Tým                                                              | Počet | Roky                                                          |
| Hershey Bears                                                    | 7     | 2005/06, 2006/07, 2008/09, 2009/10, 2015/16, 2022/23, 2023/24 |
| Wilkes-Barre/Scranton Penguins                                   | 2     | 2003/04, 2007/08                                              |
| Syracuse Crunch                                                  | 2     | 2012/13, 2016/17                                              |
| Charlotte Checkers                                               | 1     | 2018/19                                                       |
| Toronto Marlies                                                  | 1     | 2017/18                                                       |
| Hershey Bears                                                    | 1     | 2015/16                                                       |
| Manchester Monarchs                                              | 1     | 2014/15                                                       |
| St. John's IceCaps                                               | 1     | 2013/14                                                       |
| Norfolk Admirals                                                 | 1     | 2011/12                                                       |
| Binghamton Senators                                              | 1     | 2010/11                                                       |
| Philadelphia Phantoms                                            | 1     | 2004/05                                                       |
| Hamilton Bulldogs                                                | 1     | 2002/03                                                       |
| Bridgeport Islanders                                             | 1     | 2001/02                                                       |
| Saint John Flames                                                | 1     | 2000/01                                                       |
| Hartford Wolf Pack                                               | 1     | 1999/00                                                       |
| Providence Bruins                                                | 1     | 1998/99                                                       |
| Saint John Flames                                                | 1     | 1997/98                                                       |
| Springfield Thunderbirds                                         | 1     | 2021/22                                                       |

- Poznámka - 2019/20 a 2020/21 play off nehráno kvůli pandemii koronaviru

Vítězové play off Severní konference
- 1996/97 - Hamilton Bulldogs
- 1995/96 - Portland Pirates

Vítězové play off Severní divize
- 1994/95 - Albany River Rats
- 1993/94 - Portland Pirates
- 1992/93 - Springfield Indians
- 1991/92 - Adirondack Red Wings
- 1990/91 - Springfield Indians
- 1989/90 - Springfield Indians